# Abraxas flavipalliata
Abraxas flavipalliata är en fjärilsart som beskrevs av Rayner 1909. Abraxas flavipalliata ingår i släktet Abraxas och familjen mätare. Inga underarter finns listade i Catalogue of Life.